# Greenville, Illinois
Greenville là một thành phố thuộc quận Bond, tiểu bang Illinois, Hoa Kỳ. Năm 2010, dân số của thành phố này là 7000 người.

## Dân số
Dân số qua các năm:
- Năm 2000: 6955 người.
- Năm 2010: 7000 người.